# Forni di Sopra
Forni di Sopra – miejscowość i gmina we Włoszech, w regionie Friuli-Wenecja Julijska, w prowincji Udine.
Według danych na rok 2004 gminę zamieszkiwało 1121 osób, 13,8 os./km².